# Андриј Пјатов
Андриј Валериович Пјатов (укр. Андрій Валерійович П'ятов; Кропивницки, 28. јун 1984) је украјински фудбалски голман који наступа за Шахтар из Доњецка и репрезентацију Украјине чији је капитен. 

## Трофеји

### Клупски
Шахтар
- Премијер лига Украјине (9): 2007/08, 2009/10, 2010/11, 2011/12, 2012/13, 2013/14, 2016/17, 2017/18, 2018/19.

- Куп Украјине (8): 2007/08, 2010/11, 2011/12, 2012/13, 2015/16, 2016/17, 2017/18, 2018/19.

- Суперкуп Украјине (7): 2008, 2010, 2012, 2013, 2014, 2015, 2017.

- Куп УЕФА (1): 2009

### Индивидуални
- Најбољи голман Премијер лиге Украјине (5): 2009/10, 2013/14, 2015/16, 2016/17, 2017/18.

## Статистика

### Репрезентативна
Ажурирано 17. новембра 2019.
| Украјина | Украјина | Украјина |
| Година   | Утакмица | Голова   |
| -------- | -------- | -------- |
| 2007     | 4        | 0        |
| 2008     | 5        | 0        |
| 2009     | 8        | 0        |
| 2010     | 5        | 0        |
| 2011     | 2        | 0        |
| 2012     | 10       | 0        |
| 2013     | 12       | 0        |
| 2014     | 7        | 0        |
| 2015     | 8        | 0        |
| 2016     | 10       | 0        |
| 2017     | 8        | 0        |
| 2018     | 6        | 0        |
| 2019     | 8        | 0        |
| Укупно   | 93       | 0        |